# ستانلي كويل
ستانلي كويل (بالإنجليزية: Stanley Cowell)‏ هو عازف بيانو أمريكي، ولد في 5 مايو 1941 في توليدو في الولايات المتحدة.

## وصلات خارجية
- ستانلي كويل على موقع IMDb (الإنجليزية)
- ستانلي كويل على موقع ميوزك برينز (الإنجليزية)
- ستانلي كويل على موقع أول ميوزيك (الإنجليزية)
- ستانلي كويل على موقع ديسكوغز (الإنجليزية)